# بطولة أوروبا لكرة السلة 2015–16
بطولة أوروبا لكرة السلة 2015–16 هو الموسم 1 من  كأس فيبا أوروبا. أقيم خلال الفترة 21 أكتوبر 2015 وحتى 1 مايو 2016، وأشرف على تنظيمه الاتحاد الأوروبي لكرة السلة، وكان عدد الأندية المشاركة فيه  56، وفاز فيه سكايلاينرز فرانكفورت.